# Dafydd Jones
Dafydd Jones (Aberystwyth, 24 giugno 1979) è un rugbista a 15 gallese, che gioca come terza linea.
Ha indossato la maglia della Nazionale gallese per la prima volta il 9 novembre 2002 contro le Fiji (58-14 per i gallesi).
Nel 2005 ha vinto, con la sua nazionale, il Sei Nazioni.